# Taça Brasil de Futsal de 2011
A Taça Brasil de Futsal de 2011 foi a trigésima oitava edição da copa brasileira da modalidade. Dez equipes participaram da competição, disputada em três fases.

## Equipes participantes[2]
| - Goiás - V&M Minas - Clube Atlético Deportivo - A.D. Tigre - Macaé Sports - Carlos Barbosa - Krona Futsal - Moita Bonita - ADC Intelli - São Caetano/Corinthians |

## Primeira fase

### Grupo A
|   | Time           | Pts | J | V | E | D | GP | GC | SG | Cartões Amarelos | Cartões Vermelhos |
| - | -------------- | --- | - | - | - | - | -- | -- | -- | ---------------- | ----------------- |
| 1 | ADC Intelli    | 12  | 4 | 4 | 0 | 0 | 14 | 4  | 10 | 7                | 0                 |
| 2 | V&M Minas      | 7   | 4 | 2 | 1 | 1 | 12 | 7  | 5  | 3                | 0                 |
| 3 | Macaé Sports   | 6   | 4 | 2 | 0 | 2 | 6  | 8  | -2 | 2                | 0                 |
| 4 | C.A. Deportivo | 2   | 4 | 0 | 2 | 2 | 9  | 15 | -6 | 6                | 1                 |
| 5 | Goiás          | 1   | 4 | 0 | 1 | 3 | 3  | 10 | -7 | 2                | 0                 |

### Grupo B
|   | Time                    | Pts | J | V | E | D | GP | GC | SG  | Cartões Amarelos | Cartões Vermelhos |
| - | ----------------------- | --- | - | - | - | - | -- | -- | --- | ---------------- | ----------------- |
| 1 | Krona Futsal            | 9   | 4 | 3 | 0 | 1 | 8  | 5  | 3   | 7                | 0                 |
| 2 | Carlos Barbosa          | 9   | 4 | 3 | 0 | 1 | 20 | 7  | 13  | 4                | 0                 |
| 3 | A.D. Tigre              | 6   | 4 | 2 | 0 | 2 | 9  | 11 | -2  | 5                | 0                 |
| 4 | São Caetano/Corinthians | 6   | 4 | 2 | 0 | 2 | 7  | 6  | 1   | 5                | 1                 |
| 5 | Moita Bonita            | 0   | 4 | 0 | 0 | 4 | 1  | 16 | -15 | 4                | 1                 |

## Fase eliminatória
|  | Semifinais     | Semifinais     | Semifinais  |             |              | Final        | Final | Final |  |
|  |                |                |             |             |              |              |       |       |  |
|  | Krona Futsal   | Krona Futsal   | 3           |             |              |              |       |       |  |
|  | Krona Futsal   | Krona Futsal   | 3           |             |              |              |       |       |  |
|  | V&M Minas      | V&M Minas      | 1           |             |              |              |       |       |  |
|  | V&M Minas      | V&M Minas      | 1           |             | Krona Futsal | Krona Futsal | 2 (4) |       |  |
|  |                |                |             |             | Krona Futsal | Krona Futsal | 2 (4) |       |  |
|  |                |                | ADC Intelli | ADC Intelli | 2 (2)        |              |       |       |  |
|  | ADC Intelli    | ADC Intelli    | ADC Intelli | ADC Intelli | 2 (2)        | 3 (4)        |       |       |  |
|  | ADC Intelli    | ADC Intelli    |             |             |              |              |       |       |  |
|  | Carlos Barbosa | Carlos Barbosa | 3 (2)       |             |              |              |       |       |  |

### Final
| 4 de dezembro | Krona Futsal            | 2 – 2 (pro) | ADC Intelli              | Ginásio Maurício Leite Morais, Orlândia |
| 12:00         | Júlio 35' · Rubinho 44' | Relatório   | Genário 29' · Darlan 47' | Árbitro: Gean Coelho Telles             |

|                                                   |       | Penalidades                       |  |
| Rubinho: Gessé: Murilo: Serginho Paulista: Chico: | 4 – 2 | Macdovall: Augusto: Cris: Marlon: |  |

## Premiação

### Campeão
| Campeão da Taça Brasil de 2011 |
| Santa Catarina                 |
| ------------------------------ |
| Krona Futsal (1º título)       |

### Fair Play
| Troféu Fair Play    |
| ------------------- |
| Goiás Esporte Clube |

## Artilharia[2]
| Gols | Jogador    | Time                    |
| ---- | ---------- | ----------------------- |
| 7    | Sinoê      | Carlos Barbosa          |
| 5    | Pernambuco | A.D. Tigre              |
| 4    | Nando      | V&M Minas               |
| 3    | Caio       | ADC Intelli             |
| 3    | Daniel     | Carlos Barbosa          |
| 3    | Flávio     | Carlos Barbosa          |
| 3    | Gessé      | Krona Futsal            |
| 3    | Leandrinho | Carlos Barbosa          |
| 3    | Lukaian    | São Caetano/Corinthians |
| 3    | Marcênio   | Carlos Barbosa          |
| 3    | Mec        | ADC Intelli             |

## Classificação geral
| Pos | Times                    | Pts | J | V | E | D | GP | GC | SG  | %  | Classificação ou rebaixamento                                       |
| --- | ------------------------ | --- | - | - | - | - | -- | -- | --- | -- | ------------------------------------------------------------------- |
| 1   | Krona Futsal             | 15  | 6 | 5 | 0 | 1 | 13 | 8  | +5  | 83 | Finalistas                                                          |
| 2   | ADC Intelli              | 15  | 6 | 5 | 0 | 1 | 19 | 9  | +10 | 83 | Finalistas                                                          |
| 3   | Carlos Barbosa           | 9   | 5 | 3 | 0 | 2 | 23 | 10 | +13 | 60 | Eliminados nas semifinais                                           |
| 4   | V&M Minas                | 7   | 5 | 2 | 1 | 2 | 13 | 10 | +3  | 46 | Eliminados nas semifinais                                           |
| 5   | A.D. Tigre               | 6   | 4 | 2 | 0 | 2 | 9  | 11 | -2  | 50 |                                                                     |
| 6   | Macaé Sports             | 6   | 4 | 2 | 0 | 2 | 6  | 8  | -2  | 50 |                                                                     |
| 7   | São Caetano/Corinthians  | 6   | 4 | 2 | 0 | 2 | 7  | 6  | +1  | 50 |                                                                     |
| 8   | Clube Atlético Deportivo | 2   | 4 | 0 | 2 | 2 | 9  | 15 | -6  | 16 |                                                                     |
| 9   | Goiás                    | 1   | 4 | 0 | 1 | 3 | 3  | 10 | –7  | 8  | Zona de rebaixamento à 1ª Divisão da Taça Brasil de Futsal de 20121 |
| 10  | Moita Bonita             | 0   | 4 | 0 | 0 | 4 | 1  | 16 | -15 | 0  | Zona de rebaixamento à 1ª Divisão da Taça Brasil de Futsal de 20121 |

1Rebaixamento das federações que possuem seus representantes escolhidos de acordo com seus campeonatos locais.